# District de Mauriac
Le district de Mauriac est une ancienne division territoriale française du département du Cantal de 1790 à 1795.
Il était composé des cantons de Mauriac, Champs, Pleaux, Riom, Saignes et Salers.